# Nisipoasa
Nisipoasa – wieś w Rumunii, w okręgu Prahova, w gminie Plopu. W 2011 roku liczyła 811 mieszkańców.